# Bulbophyllum bivalve
Bulbophyllum bivalve là một loài phong lan thuộc chi Bulbophyllum.